# Andrea Szulák

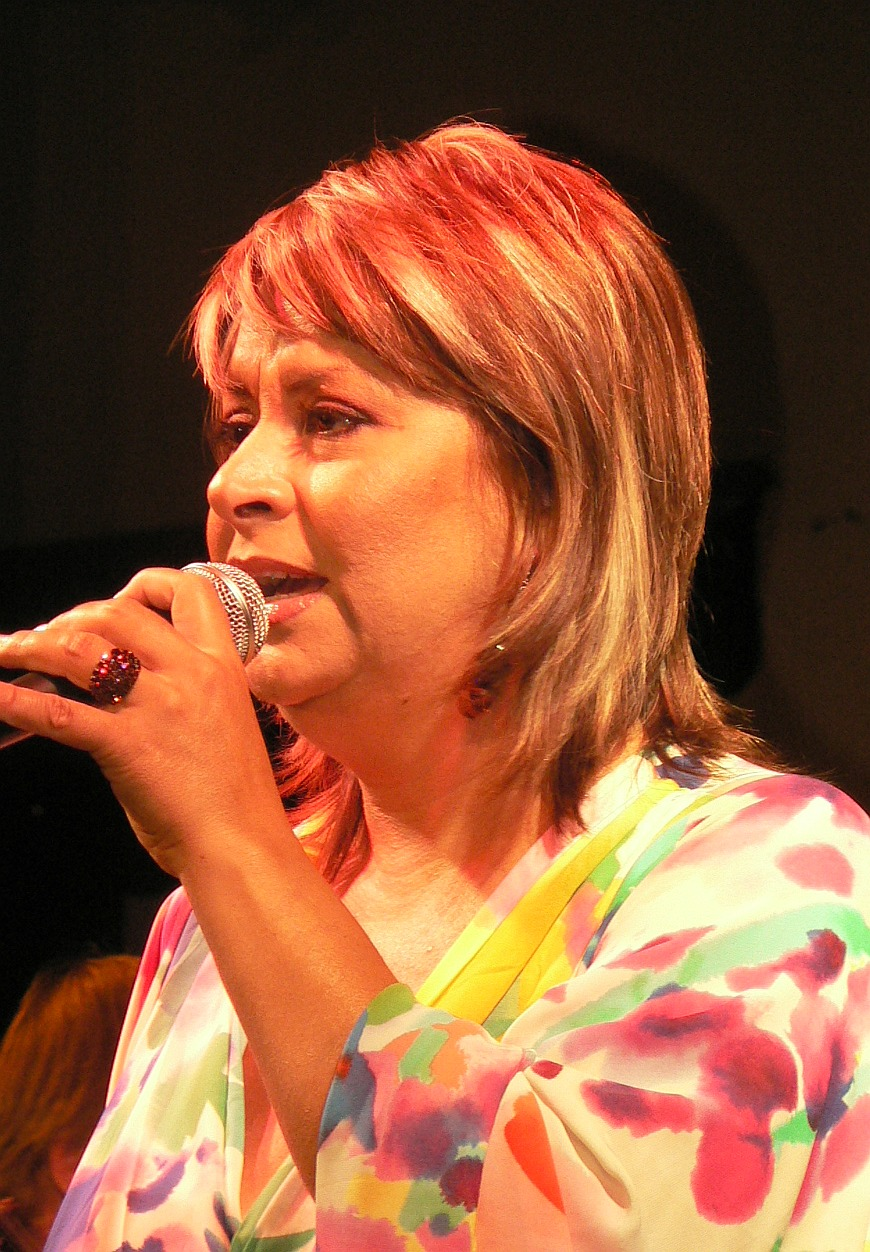
Szulák Andrea (2012)

Andrea Szulák (* 8. Februar 1964 in Budapest) ist eine ungarische Sängerin, Moderatorin und Musicaldarstellerin.

## Leben und Wirken
Nach Jahren als Sängerin einer Tanzband war sie ab 1990 für ein Jahr Sängerin bei der populären ungarischen Pop-Rock-Band Neoton Família. Sie startete danach ihre Solokarriere. Sie sollte Ungarn beim Eurovision Song Contest 1993 vertreten, hatte aber mit dem Titel Árva reggel zu wenige Punkte im osteuropäischen Vorentscheid erreicht und durfte daher nicht teilnehmen.
Seit Ende der 1990er Jahre ist sie als Musicaldarstellerin aktiv. Sie spielte schon die Golde in Anatevka oder die Dolly Levi in Hello, Dolly!. 2002 hatte sie eine eigene kleine Talkshow bei TV2, die Andrea Szulák Show.